# 平安京

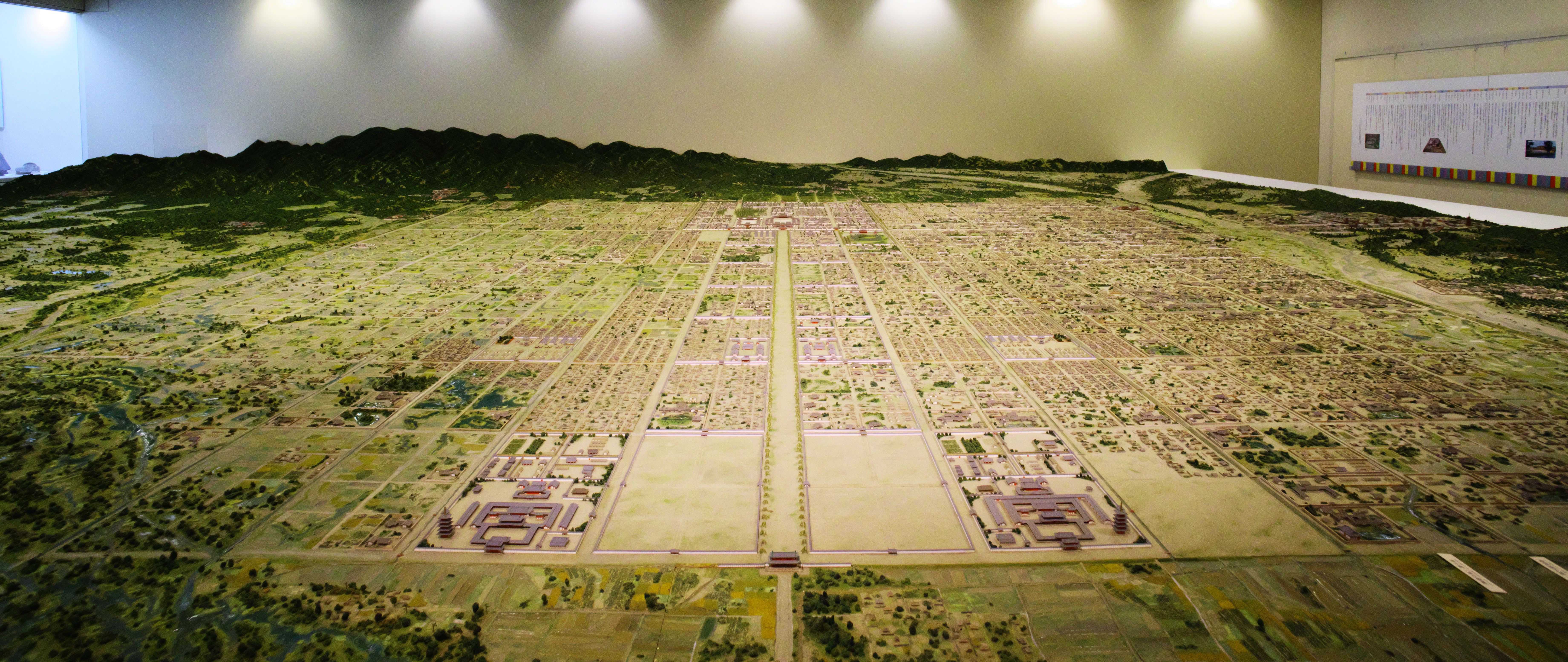
平安京復元模型圖

平安京（日语：／ Heian-kyō ?）是794年（延历13年）到1869年（明治2年）间的日本首都，為日本古代模仿中國唐代洛陽城和長安城所建造的城市，位於現在京都市的市中心區域，別稱有「洛陽」或「京洛」等等。
桓武天皇時期，作为长冈京的替代都城，選址落在山背国的爱宕和葛野两郡之间，城市規劃效仿中国都城；于西元793（延历12年）年开始建都，隔年794（延历13年）进行迁都。北部中央设置宫城平安宫（大内里），并作为历代的皇居使用。
迁都以来，除去因平清盛而中断的福原迁都外，平安京作為日本都城共約1100年左右直至迁都东京。

## 概要
平安京位於現在的京都府京都市中心地區，跨越山背国葛野和愛宕兩郡，東西4.5公里、南北5.2公里的長方形首都。平安京的北端中央是大內裏（即皇城），自大內裏開始是貫穿京中的朱雀大路。朱雀大路將平安京分為左京、右京（東側稱為左京洛阳、西側稱為右京长安）兩個部分。
平安京的規劃以唐洛阳城和唐長安城為藍本，並總合了以前建造平城京的經驗，但未修建城牆。選擇這片土地據說是以中國風水四神相應為基礎，四神即蒼龍、白虎、朱雀、玄武四種神獸，在此與「山川道澤」的風水理論結合，而平安京北有船岡山，東有鴨川，西有山陰道（古代道路），南有巨椋池，正符合四神相應的說法。
由於當時頻繁遷都，又討伐蝦夷，朝廷財力匱乏，平安京並未興建完成。之後，右京因為地勢低窪多沼澤，不利建設，逐漸衰落，而左京則是貴族公卿宅邸群聚，人口增長並發展壯大，使得洛陽成為平安京的代名詞。這就是為什麼京都被稱為「京洛」的原因，所以後來稱將軍大名進京參見天皇就叫做「上洛」。
京中居住人口不多，約在十二至十三萬人左右。
平安京的範圍比現今的京都市小。北限的一條大路位於現今今出川通和丸太町通中間的一條通，南限的九條大路位於現今的JR京都站南面的九條通。東限的東京極大路位於現今的寺町通，西限的西京極大路被推定為位於銜接JR西日本嵯峨野線花園站和阪急京都線西京極站的南北線。
東西方向的4列町稱為「條」，南北方向的4列町稱為「坊」。屬於同條、坊的16個町依次按数字一至十六編號，例如：右京五條三坊十四町。每町又分為四「行」，呈南北狹長狀，每行分為八戶。
參考上圖，京城以朱雀大路為中軸區分為左京（東部）及右京（西部）；東西向「□条大路」及南北向的諸大路交叉劃分出的方形區域則為坊；每坊以縱橫各三條小路均等劃分為十六個町，一町為四十丈（四百尺）見方（此處用唐大尺，一尺約近三公尺）。
平安京住宅實施「四行八門制」，即每町劃分出東西向四等分區域，稱為四行；每行以南北向區分出八等分區域，稱為八門。一門即為一戶，故一町理論上可住三十二戶人。
京城中道路，小路寬四丈，坊間大路寬八丈，京極大路十丈，一条大路十丈，九条大路及大宮大路十二丈，二条大路十七丈，朱雀大路二十八丈。
在「堀川小路」及「西堀川小路」兩條對稱的道路上，有流貫兩路的人工河「堀川」，因此兩道雖屬小路，寬度卻有八丈。
道路的幅度以小路4丈（約10.8m），大路8丈（約21.6m）以上為標準。因為如此，現存的京都市內道路多數都比較狹窄。朱雀大路的幅度據說有28丈（約75.6m）。

## 歷史
桓武天皇在784年為遷都而建造長岡京。這是為了脫離支持天武天皇系政權的勢力集團聚集的大和國，建造全新的天智天皇系的首都。但在區區9年後的793年1月，桓武天皇聚集群臣，再次遷都。地點是距離長岡京北東10公里、兩川之間的山背國北部的葛野。遷都前，桓武天皇據說曾從京都市東山区的将軍塚眺望葛野以確定此地是否適合建都。日本紀略中提到的「葛野是山川景致之地，四方人民聚集，交通水路便利的好地方」，據說是桓武天皇留下來的評語。
平安京的營造先從宮城（大內裏）開始、再建造其市街。貫徹全城中央的朱雀大路最北處矗立著大極殿，無論從哪個方向都清楚可見，這是為了宣揚天皇的權威而建的。首都傍的川邊設立了淀津，大井津等的港口。這港口聚集了全國的物資，再轉運到都城。物資被轉送到都內的兩大市場（東市、西市），再供應給人民。這樣的構思，是為應付人口增加後，食物，物資等的供應能安穩不斷而設的。此外，還為長岡京的居民常煩惱的洪水氾濫提出計策。都中沒有自然河流，所以建造了人工河流「堀川」（現在的堀川和西堀川），除了能確保水的供給，還能解決洪水氾濫的問題。794年10月22日桓武天皇遷都，翌11月8日下詔書把此都命名為平安京。
810年，曾燃起遷回舊首都平城京的念頭，但嵯峨天皇考慮了國家的安定，打消了此念頭。所以，平安京被奠定為「萬代宮」，永遠的首都。
但由於右京長安所處的地區多沼澤，因而逐漸荒廢，城市的主要發展集中在左京洛陽。貴族住宅區密集於洛陽北部，貧民則開始居住在超越平安京東限的鴨川川邊，引發了向東擴展的趨勢。隨著日本律令國家體系日漸崩潰，京中象徵天皇權威的建築因無人維護而廢棄，980年，朱雀大路南端的羅城門（羅生門）倒塌，之後沒有重建，大內裏也在十二世紀後變為荒野，這使京城的範圍更接近中世、近世的京都。

## 名稱
平安京雖然被後世稱為，但當初平安京是被念成。一般上，首都的名字會被冠上地名如「葛野京」為佳。但經過長岡京的騷動，再次遷都是為了避免在新首都發生不祥的事件，所以「平安」為名。